# هيلموت هاوزر
هيلموت هاوزر (بالألمانية: Helmut Hauser)‏ هو لاعب كرة قدم ألماني، ولد في 7 مارس 1941 في شوبفهايم في ألمانيا. لعب مع نادي بازل.